# Слобідна
Слобідна (пол. Świebodna) — село на Закерзонні в Польщі, у гміні Прухник Ярославського повіту Підкарпатського воєводства.
Населення — 515 осіб (2011).

## Географія
Село розташоване на відстані 5 кілометрів на захід від центру гміни села Порохника, 20 кілометри на південний захід від центру повіту міста Ярослава і 35 кілометрів на схід від центру воєводства — міста Ряшіва.

## Історія
За податковим реєстром 1515 р. в селі Слобідна були 2 лани (коло 50 га) оброблюваної землі.
За податковим реєстром 1589 р. село Слобідна належало Івану Пєнянжику, в селі були 1 і 1/2 лана (коло 37 га) оброблюваної землі, корчма, 6 загородників із земельною ділянкою, 1 коморник з тягловою худобою і 4 без тяглової худоби. До 1772 року Слобідна входила до складу Перемишльської землі Руського воєводства Королівства Польського.
В 1772 році внаслідок першого поділу Польщі село відійшло до імперії Габсбургів і ввійшло до складу австрійської провінції Галичина.
Відповідно до «Географічного словника Королівства Польського» в 1880 р. Слобідна знаходилась у Ярославському повіті Королівства Галичини і Володимирії, було 95 будинків і 503 мешканці в селі, з них 241 греко-католик, 250 римо-католиків і 12 юдеїв.
У міжвоєнний період село входило до ґміни Прухник Ярославського повіту Львівського воєводства. На 1.01.1939 в селі проживало 950 мешканців, з них 470 українців, 465 поляків і 15 євреїв. Українці-грекокатолики належали до парафії Розбір Округлий Порохницького деканату Перемишльської єпархії.
16 серпня 1945 року Москва підписала й опублікувала офіційно договір з Польщею про встановлення лінії Керзона українсько-польським кордоном. Українці не могли протистояти антиукраїнському терору після Другої світової війни. 12 українців (6 родин) добровільно-примусово виселили в СРСР. Решта українців попала в 1947 році під етнічну чистку під час проведення Операції «Вісла» і була депортована на понімецькі землі у західній та північній частині польської держави, що до 1945 належали Німеччині.
У 1975-1998 роках село належало до Перемишльського воєводства.

## Демографія
Демографічна структура станом на 31 березня 2011 року:
|          | Загалом | Допрацездатний вік | Працездатний вік | Постпрацездатний вік |
| -------- | ------- | ------------------ | ---------------- | -------------------- |
| Чоловіки | 260     | 69                 | 161              | 30                   |
| Жінки    | 255     | 51                 | 129              | 75                   |
| Разом    | 515     | 120                | 290              | 105                  |